# Henry H. Ross
Henry Howard Ross (* 9. Mai 1790 in Essex, New York; † 14. September 1862 ebenda) war ein US-amerikanischer Jurist und Politiker. Zwischen 1825 und 1827 vertrat er den Bundesstaat New York im US-Repräsentantenhaus.

## Werdegang
Henry Howard Ross wurde ungefähr sieben Jahre nach dem Ende des Unabhängigkeitskrieges in Essex im Essex County geboren und wuchs dort auf. Er wurde von Privatlehrern unterrichtet. 1808 graduierte er am Columbia College (heute Columbia University) in New York City. Er studierte Jura. Nach dem Erhalt seiner Zulassung als Anwalt begann er in Essex zu praktizieren. Während des Britisch-Amerikanischen Krieges diente er als Second Lieutenant und Adjutant im 37. Infanterieregiment der Nationalgarde von New York. Er nahm an der Schlacht am Bouquet River in Willsboro teil sowie an der Schlacht bei Plattsburgh. Danach wurde er zum Generalmajor befördert.
Als Folge einer Zersplitterung der Demokratisch-Republikanischen Partei vor und während der Präsidentschaft von John Quincy Adams (1825–1829) schloss er sich der Adams-Fraktion an. Bei den Kongresswahlen des Jahres 1824 für den 19. Kongress wurde Ross im 19. Wahlbezirk von New York in das US-Repräsentantenhaus in Washington, D.C. gewählt, wo er am 4. März 1825 die Nachfolge von John Richards antrat. Er schied nach dem 3. März 1827 aus dem Kongress aus.
Nach seiner Kongresszeit ging er in Essex wieder seiner Tätigkeit als Anwalt nach. Er war in den Jahren 1847 und 1848 Bezirksrichter im Essex County. 1848 trat er als Wahlmann (presidential elector) für die Whig Party an. Danach war er wieder als Anwalt tätig. Am 14. September 1862 verstarb er in Essex und wurde dann dort in einer Gruft auf seinem Familienanwesen „Hickory Hill“ beigesetzt.